# Aeroclube do Amazonas
O Aeroclube do Amazonas (ACA) é uma associação de pilotos e escola de aviação civil, localizado no bairro de Flores, zona centro-sul da cidade de Manaus. Fundado em 30 de abril de 1940, atualmente é uma das mais antigas escolas de aviação civil ainda em funcionamento no Brasil.
Além do aeroclube, operam no aeródromo várias empresas de táxi aéreo e, principalmente, os paraquedistas. As escolas de paraquedismo possuem extrema segurança, tanto no nível operacional como na sua manutenção de seus equipamentos. Além de todas essas atividades, o ACA possui uma pista de aeromodelismo homologada pela Confederação Brasileira de Aeromodelismo (COBRA).

## História
Foi criado em 30 de abril de 1940 com o nome de “Aéro Clube do Amazonas” (ACA), com incentivo financeiro do interventor Álvaro Maia – governante na época. A instituição foi concebida com o Aeródromo de Flores (SWFN) e teve um objetivo inicial um pouco distinto dos aeroclubes em geral. “O ACA almejava formar pilotos amazônidas, que conhecessem as sutilezas da região, pois provavelmente era mais eficaz treinar pessoas da terra do que convencer a vir pro norte adaptar os pilotos de outras regiões”. E concomitante ao estímulo à aviação civil, a inteligência brasileira tinha também o interesse de fortalecer a defesa aérea na região que começava a brilhar aos olhos do mundo pela sua importância econômica, principalmente em anos de guerra, ligada à indústria local da borracha. Isto ficaria mais claro em 1953, quando foi criado o Destacamento de Base Aérea de Manaus, que mudou algumas vezes de designação até ser conhecido hoje como Base Aérea de Ponta Pelada.

## Cursos
O Aeroclube do Amazonas oferece 3 turmas por ano dos cursos de piloto privado de avião, piloto privado de helicópteros, piloto comercial de avião, voo por instrumentos (IFR) e comissário(a) de voo. As instalações são confortáveis e os professores possuem larga experiência em seus campos.